# Hans-Georg Hoppe
Hans-Georg Hoppe (* 13. April 1936 in Merseburg; † 18. April 1981 in Halle/Saale) war ein deutscher Gebrauchsgrafiker in der DDR.

## Leben und Werk
Hoppe studierte bei Walter Funkat an der Hochschule für industrielle Formgestaltung Halle – Burg Giebichenstein Gebrauchsgrafik und arbeitete dann als solcher in Halle. Er gestaltete u. a. Plakate und entwarf Werbematerialien und Logos für Betriebe. Auf der Fünften Deutschen Kunstausstellung zeigte er Illustrationen zu Pablo Nerudas Elementare Oden und auf der IX. Kunstausstellung der DDR eine dekorative Wandgestaltung (Aluminium/Holz, 100 × 650 cm), die er mit Gerhard Knespel geschaffen hatte.
Neben der Brotarbeit schuf Hoppe auch freie, vor allem zeichnerische und grafische, Arbeiten.
Arbeiten Hoppes befinden sich u. a. im Schlossmuseum Merseburg, im Deutschen Historischen Museum und sie sind im Kunsthandel präsent.

## Ausstellungen (unvollständig)
- 1962/1963, 1977/1978 und 1982/1983: Dresden, Fünfte Deutsche Kunstausstellung und VIII. und IX. Kunstausstellung der DDR
- 1977: Leipzig, Messehaus am Markt („Kunst und Sport“)
- 1978: Halle/Saale, Galerie Roter Turm („Das Plakat im Bezirk Halle“)
- 1979/1980: Hannover, Kunstverein Hannover („Kunst aus der DDR. Bezirk Halle“)
- 1984: Halle/Saale („Walter Funkat und Schüler“)

## Weblink
- https://www.lotsearch.net/lot/1936-merseburg-1981-halle-saale-farbiger-linolschnitt-3-bl-schloss-1253811